# Airport Inc.
Airport inc. – gra komputerowa, symulator zarządzania lotniskiem. Stworzona została w 2000 roku przez firmę Krisalis Software Ltd., a wydana przez Take-Two Interactive i Telstar Electronic Studios Ltd.
W grze gracz wciela się w postać początkującego magnata lotniczego, który projektuje i buduje rozwijający się port lotniczy. Gra jest w pełni trójwymiarowa. 
Gra oferuje:
- Kamery pozwalające szczegółowo obserwować w czasie rzeczywistym w pełni trójwymiarowy świat gry
- 75 głównych lokacji, 1200 portów docelowych i ponad 200 linii lotniczych
- Możliwość negocjowania opłat lotniskowych i czasów lądowań ze wszystkimi przewoźnikami
- Projektowanie wnętrz terminali, wydzielanie przestrzeni na sklepy, kawiarnie i stanowiska odpraw
- Dodatkowe elementy infrastruktury lotniska – drogi, parkingi, postoje taksówek itp
- Zdarzenia losowe: lądowania awaryjne, opóźnienia lotów, katastrofy geologiczne, zatory i złą pogodę

## Wymagania sprzętowe
- System: Windows 95, 98
- Procesor klasy Intel 200 MHz (zalecane 300 MHz)
- Pamięć: 16 MB RAM (zalecane 64 MB RAM)
- CD-ROM4x
- Karta graficzna 4 MB RAM zgodna z DirectX (zalecane 16 MB RAM)
- Karta dźwiękowa: zgodna z DirectX
- Ilość wolnego miejsca na dysku: 200 MB